# Huile de noyau de cerise
L'huile de noyau de cerise est une huile extraite de l'endocarpe des cerises. 
Elle est utilisée comme aromatisant en cuisine, comme parfum et comme ingrédient dans les cosmétiques, notamment dans le rouge à lèvres,,,.    
Brunâtre après extraction, cette huile prend, après purification, une couleur dorée pâle. Elle dégage une odeur de noisette. 